# Фридрих Август III (Саксония)
Фридрих Август III Йохан Лудвиг Карл Густав Грегор Филип (на немски: Friedrich August III Johann Ludwig Karl Gustav Gregor Philipp von Sachsen; * 25 май 1865, Дрезден; † 18 февруари 1932, дворец Сибиленорт, Щодре, Полша) от албертинската линия на Ветините, е от 1904 до 1918 г. последният крал на Саксония. Абдакира на 13 ноември 1918 г. след Ноемврийската революция от 1918 г.

## Биография
Той е най-възрастният син на крал Георг (1832 – 1904) и съпругата му инфанта Мария Анна от Португалия (1843 – 1884), дъщеря на португалския крал Фердинанд II и Мария II.
Фридрих Август следва право, икономика и история в университетите в Страсбург (1884/1885) и Лайпциг (1885/1886). През 1886 г. той е лейтенант в саксонската войска, през 1894 г. става генерал-майор и на 9 септември 1912 г. генерал-фелдмаршал.
Фридрих Август наследява трона през 1904 г. от баща си и абдакира на 13 ноември 1918 г. след Ноемврийската революция 1918 г. Той се оттегля в дворец Сибиленорт в окръг Оелс в Силезия, където умира на 66 години. Погребан е на 23 февруари 1932 г. в Дрезден. Около 500 000 хора от всички части на Саксония идват на погребението му.
- Фридрих Август III
- Погребението на бившия крал на Саксония Фридрих Август III в Дрезден на 23 февруари 1932 г.

## Брак и деца
Фридрих Август III се жени на 21 ноември 1891 г. във Виена за ерцхерцогиня Луиза от Австрия-Тоскана (* 2 септември 1870; † 23 март 1947), дъщеря на последния тоскански велик херцог Фердинанд IV. Неговата бременна съпруга бяга в Швейцария през декември 1902 г. с учителя по езици на нейните деца. Те се развеждат през 1903 г. Децата му остават при него. Двамата имат седем деца:
- Георг Саксонски (1893 – 1943), кронпринц и йезуит
- Фридрих Христиан Саксонски (1893 – 1968), шеф на албертинската линия на династията Ветини (1932 – 1968)

∞ 1923 Елизабет Хелена фон Турн и Таксис (1903 – 1976)
- Ернст Хайнрих Саксонски (1896 – 1971)

∞ 1921 София фон Люксембург (1902 – 1941)
∞ 1947 Гина Дулон (1910 –2002)
- Мария Аликс Карола, мъртвородена (*/† 22 август 1898)
- Маргарета Карола Саксонска (* 24 януари 1900; † 16 октомври 1962)

1920 ∞ Фридрих фон Хоенцолерн (1891 – 1965)
- Мария Аликс Саксонска (* 27 септември 1901; † 11 декември 1990)

∞ 1921 Франц Йозеф фон Хоенцолерн (1891 – 1964)
- Анна Моника Пиа (* 4 май 1903; † 8 февруари 1976)

∞ 1924 Йозеф Франц Австрийски (1895 – 1957)